# Кіралеу
Кіралеу (рум. Chiraleu) — село у повіті Біхор в Румунії. Входить до складу комуни Кішлаз.
Село розташоване на відстані 433 км на північний захід від Бухареста, 38 км на північний схід від Ораді, 114 км на північний захід від Клуж-Напоки.

## Населення
За даними перепису населення 2002 року у селі проживали 626 осіб. Рідною мовою 622 особи (99,4%) назвали румунську.
Національний склад населення села:
| Національність | Кількість осіб | Відсоток |
| -------------- | -------------- | -------- |
| румуни         | 585            | 93,5%    |
| цигани         | 35             | 5,6%     |
| угорці         | 6              | 1,0%     |